# Carlos IV cazador
Carlos IV cazador  es un óleo del pintor Francisco de Goya (1747–1828) que representa al rey Carlos IV de España. Ahora se encuentra en el Palacio Real de Madrid.
Carlos IV subió al trono español en 1788. Como su padre Carlos III, el nuevo rey apreció la obra de Goya y lo nombró pintor de cámara. A partir de la proclamación, Goya pintó numerosos retratos del rey y su esposa. Dado que la caza era el pasatiempo más importante del monarca (le dedicaba un tiempo desproporcionado), Goya lo presentó en traje de caza. Muchos reyes españoles han contado con retratos similares; Goya también retrató así a Carlos III en 1787. El pendant o pareja de este retrato es el de La reina María Luisa con mantilla. Debido a la fecha de su creación, es posible que los retratos fueran pintados con motivo del décimo aniversario del reinado de la pareja real.
El rey aparece de pie de cuerpo entero, con traje completo de caza, sobre el fondo de un paisaje montañoso, con un roble detrás. Luce un bicornio negro con la peluca blanca de rigor debajo. Su atuendo también incluye: levita de seda castaña a manchas amarillas, chaleco amarillo, cinturón de cuero con hebilla decorativa de plata, calzas negras y botas altas de caza. Le cuelga una daga corta del cinturón. En su pecho tiene la cinta blanca y azul de la Orden de Carlos III, la cinta roja de la Orden Napolitana de San Jenaro y la cinta azul de la Orden Francesa del Espíritu Santo. La Orden del Toisón de Oro, de la que era gran maestre, está prendida a la altura del corazón. Sujeta con la enguantada mano derecha la escopeta posada en el suelo y un perro de caza le mira sentado a sus pies.
Es posible que Goya se haya inspirado en el retrato de caza de Felipe IV cazador, de Velázquez.
Agustín Esteve realizó tres copias de este cuadro y dos copias de la imagen de la reina en los años 1799-1800. Dos pares de estos ejemplares pertenecieron a Manuel Godoy.

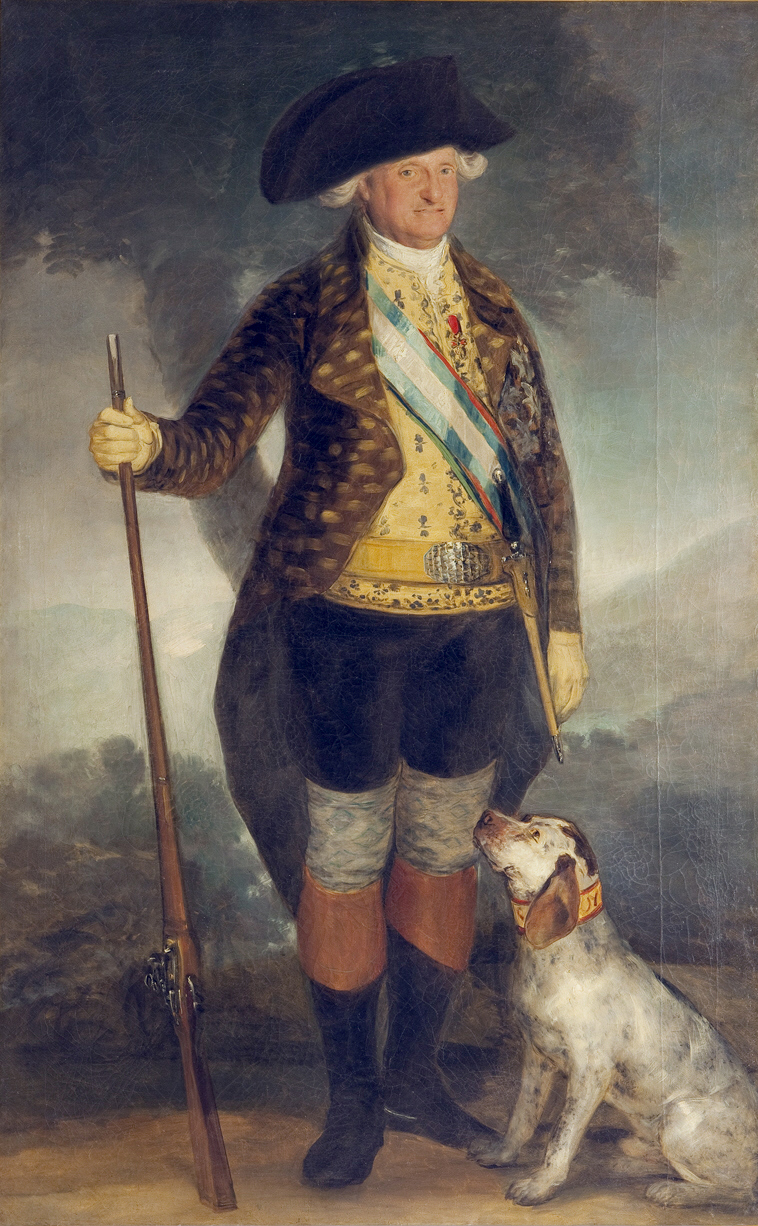
Carlos IV de cazador
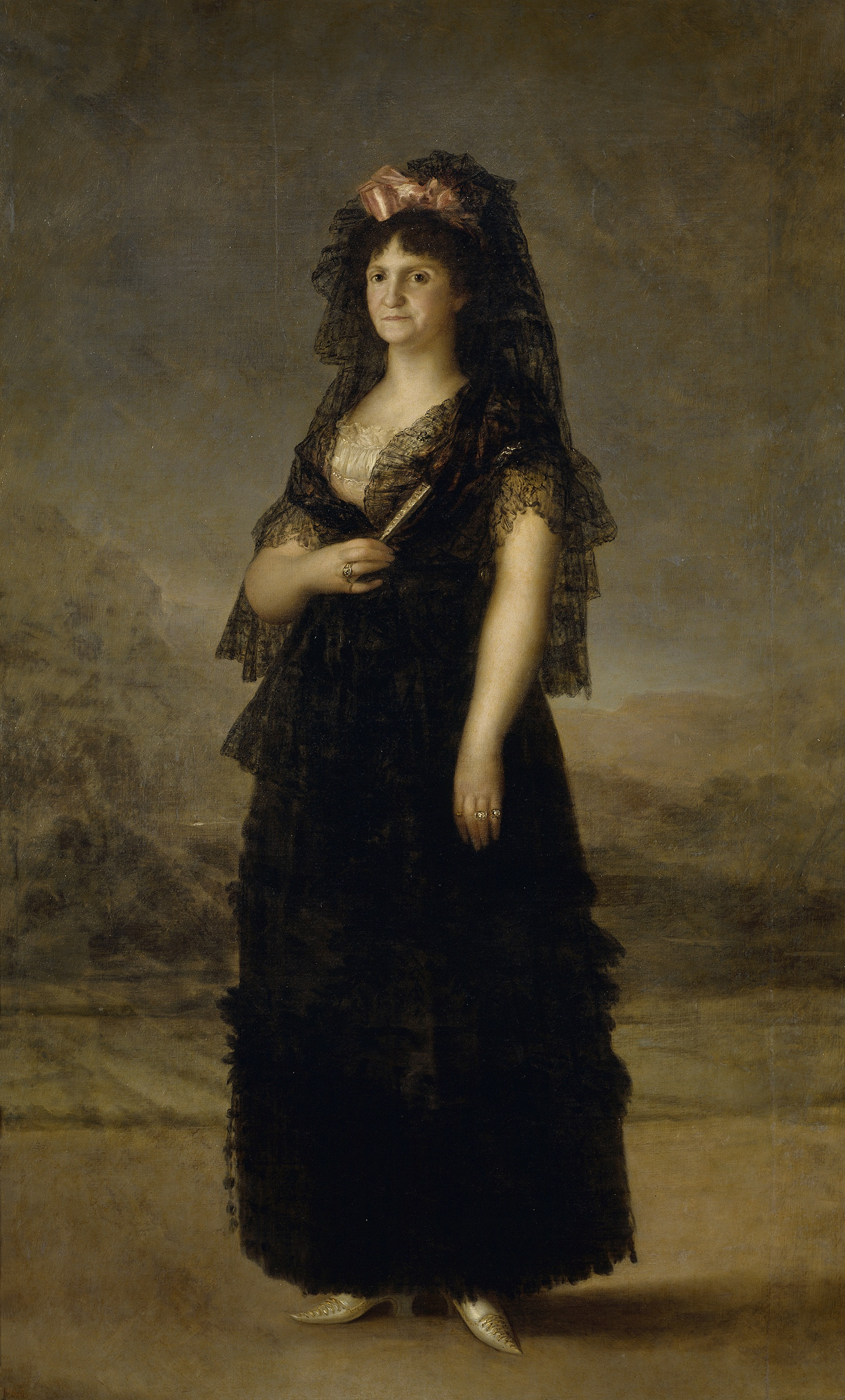
María Luisa con mantilla